# Demolition Records
La Demolition Records è un'etichetta discografica britannica con sede a Jarrow, in Regno Unito, specializzata in heavy metal e rock, con molti artisti internazionali. È stata fondata nel 2000 dai fratelli Ged ed Eric Cook. L'etichetta aveva anche diversi uffici di distribuzione a Francoforte, New York e Tokyo.

## Artisti
- Twisted Sister
- W.A.S.P.
- David Lee Roth
- Hanoi Rocks
- Y&T
- Vixen
- Venom (solo per il rilascio del live album "Witching Hour" nel 2003)
- Quiet Riot
- The Quireboys
- Spike
- McQueen
- Electric Eel Shock
- Skyclad
- Therapy?
- Painmuseum
- Temple Of Brutality
- Tigertailz (dal 2006)
- Glenn Hughes